# Wharton (Texas)
Wharton é uma cidade localizada no estado norte-americano do Texas, no Condado de Wharton.

## Demografia
Segundo o censo norte-americano de 2000, a sua população era de 9237 habitantes.
Em 2006, foi estimada uma população de 9345, um aumento de 108 (1.2%).

## Geografia
De acordo com o United States Census Bureau tem uma área de
18,7 km², dos quais 18,7 km² cobertos por terra e 0,0 km² cobertos por água. Wharton localiza-se a aproximadamente 28 m acima do nível do mar.

## Localidades na vizinhança
O diagrama seguinte representa as localidades num raio de 24 km ao redor de Wharton.